# Rugalmas közlekedési rendszerek Budapesten
A budapesti rugalmas közlekedési rendszer egy igényvezérelt közlekedési rendszer. A szolgáltatás célja a ritkán lakott területek bevonása a közösségi közlekedésbe.
A rugalmas közlekedési rendszer használatát telefonon előre kell jelezni, egyes esetekben azonban ez a járművezetőnél is megtehető. Online a BKK telefonos applikációján (BudapestGO), vagy regisztráció után a telebusz.bkk.hu oldalon keresztül lehet igényelni.

## Nappali járatok

### 60-as villamos (fogaskerekű)
A fogaskerekű egyes kora reggeli és késő esti járatai csak az utazási igény bejelentésekor indulnak el 2023. április 1-jétől.
Korábban, 2018-ban és 2020-ban a fogaskerekű vágányzára miatt közlekedő pótlóbuszokat (60A és 60B jelzésű buszok) is előzetes igénybejelentéssel lehetett igénybe venni.

### 65-ös busz
A Kolosy tér és a Fenyőgyöngye között közlekedő járat útvonalát 2014. október 1-jén meghosszabbították a Szépvölgyi dűlőig, korábbi útvonalán újraindult a 65A jelzésű betétjárat. A 65-ös Fenyőgyöngye és Szépvölgyi dűlő között munkanapokon csúcsidőszakban fixen közlekedik a meghirdetett menetrend szerint, az egyéb időszakokban csak akkor, ha utazási igény jelentkezik. Az utazási igényt lehet jelezni telefonon, illetve a Szépvölgyi dűlő felé a jármű vezetőjénél is. Ha nincsen utas, akkor az autóbusz csak a Fenyőgyöngyéig közlekedik, majd innen indul vissza a Kolosy térre.

### 157-es busz
2014. április 1-jén a korábban a Hűvösvölgy és Budaliget, Géza fejedelem útja között közlekedő 157-es busz útvonalát meghosszabbították Solymár, Kerekhegyig, ahová hétköznap üzemkezdettől kötött menetrend szerint, 20 óra után, illetve hétvégi napokon pedig csak igény esetén közlekedik. A Géza fejedelem útjáig e dátumtól kezdve a 157A busz jár. Az utazási igényt lehet jelezni telefonon, illetve a Solymár felé a jármű vezetőjénél is. Ha nincsen utazási igény, akkor a busz a Géza fejedelem útjánál fordul vissza Hűvösvölgy felé.

### 197-es busz
A járatot 2010. augusztus 23-án indították, a rákoskerti térséget feltáró hurokjáratként. Kijelölt végállomása a Budapest–Újszász–Szolnok-vasútvonalon található Rákoskert vasútállomás melletti buszforduló. 2023 májusától az autóbusz este 21 óra után csak utazási igény esetén indul.

### 219-es busz
2013. november 4-én új járatot indítottak 219-es jelzéssel egy korábban autóbuszok által kiszolgálatlan területen, a Csillaghegy HÉV-állomástól az Aranyhegyre. A vonalon mikrobusz közlekedik, amely a szűk utcákban tolatással, vagy tengelyben is meg tud fordulni. A járat minden időszakban csak igény esetén közlekedik. Az utazási igényt csak telefonon lehet jelezni, a járat pedig csak azokat a le- és felszálló helyeket érinti, ahonnan vagy ahová az igény érkezett. A 260-as busszal együtt ez Budapest első nappali igényvezérelt járata.
2019. június 15-étől hétköznap reggel 6 és 9 óra, illetve délután 13 és 21 óra között igénybejelentés nélkül is közlekedik.

### 260-as busz
2013. november 4-én a 260-as busz útvonalát a Kocsis Sándor úttól meghosszabbították a Harsánylejtő felé, korábbi útvonalán 260A jelzéssel indult új járat. A 260-as buszok a Kocsis Sándor úttól csak igény esetén közlekedtek tovább, melyet telefonon és a járművezetőnél is lehetett jelezni. A 219-es busszal együtt ez Budapest első nappali igényvezérelt járata. 2016. január 16-án a budai fonódó villamoshálózat átadásával a 260-as útvonala jelentősen rövidült, a Batthyány tér helyett csak az Óbudai rendelőintézetig közlekedik, és a telebusz rendszer megszűnt, ezentúl minden busz felmegy a Virágosnyereg útig.

### 269-es busz
2019. október 1-jén 269-es jelzéssel indult új járat a Rákoscsaba vasútállomás és a Színes utca között, a csúcsidőn kívül csak előzetes igény bejelentése esetén indítják el.

### 297-es busz
A járatot 2014. október 6-án indították a Rákoscsaba-Újtelep vasútállomás és a Nyeremény utca között. A járaton mikrobuszok közlekednek, 6 és 9 óra, valamint 14 és 19 óra között fix menetrenddel, egyéb időszakban pedig csak igény esetén. Útvonalán korábban nem jártak autóbuszok. Az utazási igényt telefonon előre kell jelezni, vagy a végállomáson a jármű vezetőjénél.

### 298-as busz
A járatot 2014. október 6-án indították a Rákoscsaba vasútállomás és a Zimonyi utca között. A járaton mikrobuszok közlekednek, 6 és 9 óra, valamint 14 és 19 óra között fix menetrenddel, egyéb időszakban pedig csak igény esetén. Útvonalán korábban nem jártak autóbuszok. Az utazási igényt telefonon előre kell jelezni, vagy a végállomáson a jármű vezetőjénél.

### H8SZ busz
A H8SZ jelzésű HÉV-pótló busz Mogyoród és Szentjakab között közlekedik, amikor a HÉV-vonalon pályakarbantartást végeznek. A viszonylaton mikrobuszok közlekednek és csak előzetes igény bejelentése után indulnak el. Az utazási igényt telefonon előre kell jelezni, vagy a végállomáson a jármű vezetőjénél. Először 2015. május 9-én járt.

## Éjszakai járatok

### 937-es busz
A 937-es Budapest első igényvezérelt autóbuszaként indult el 2006. november 3-án a Közvágóhídtól a Hungária körúton keresztül a Bécsi útig, ahonnan igény esetén az Erdőalja út, illetve a Máramarosi út felé továbbközlekedik. Az utazási igényt telefonon és a jármű vezetőjénél is lehet jelezni.

## Képgaléria

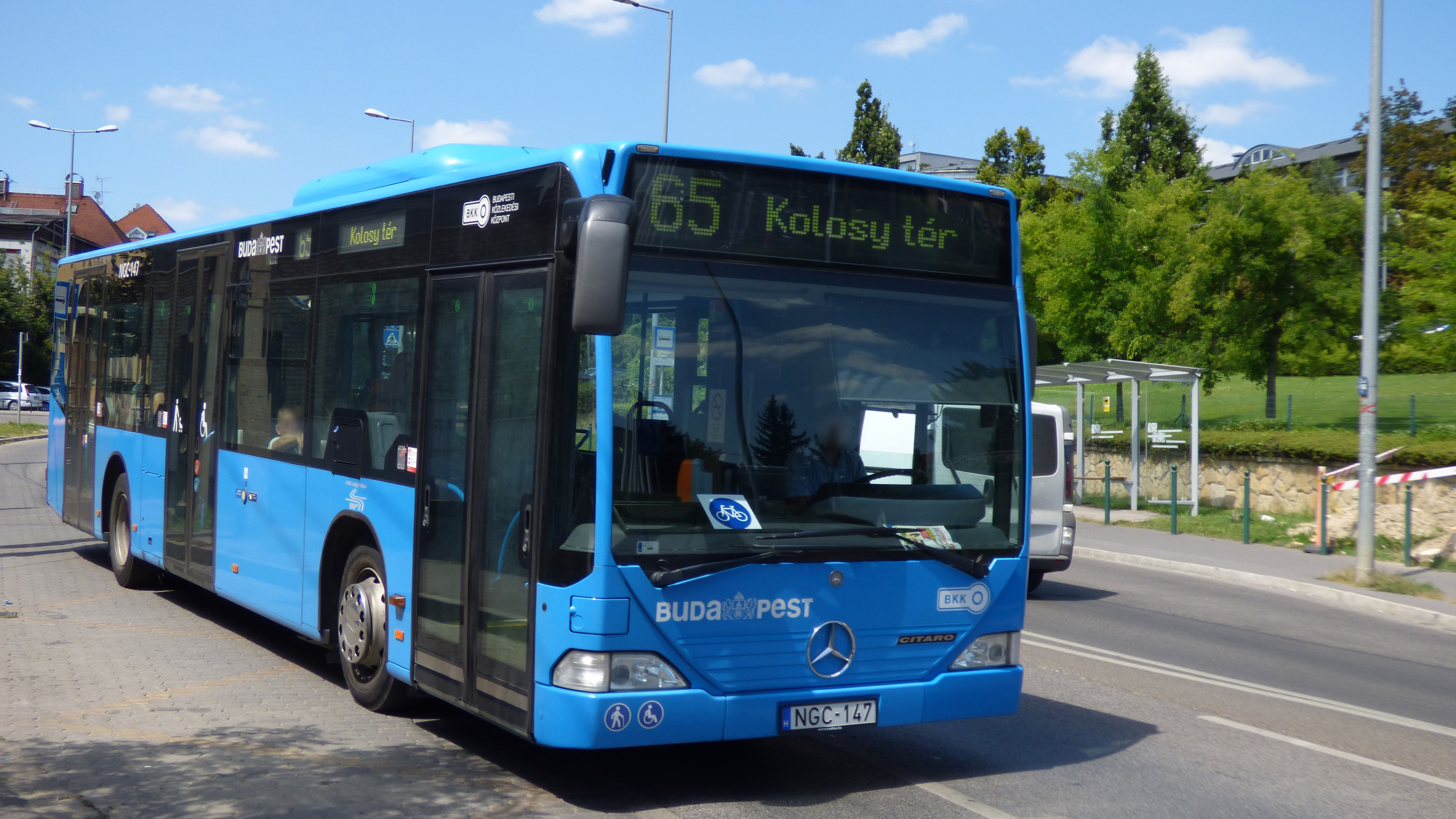
65-ös busz a Szépvölgyi úton
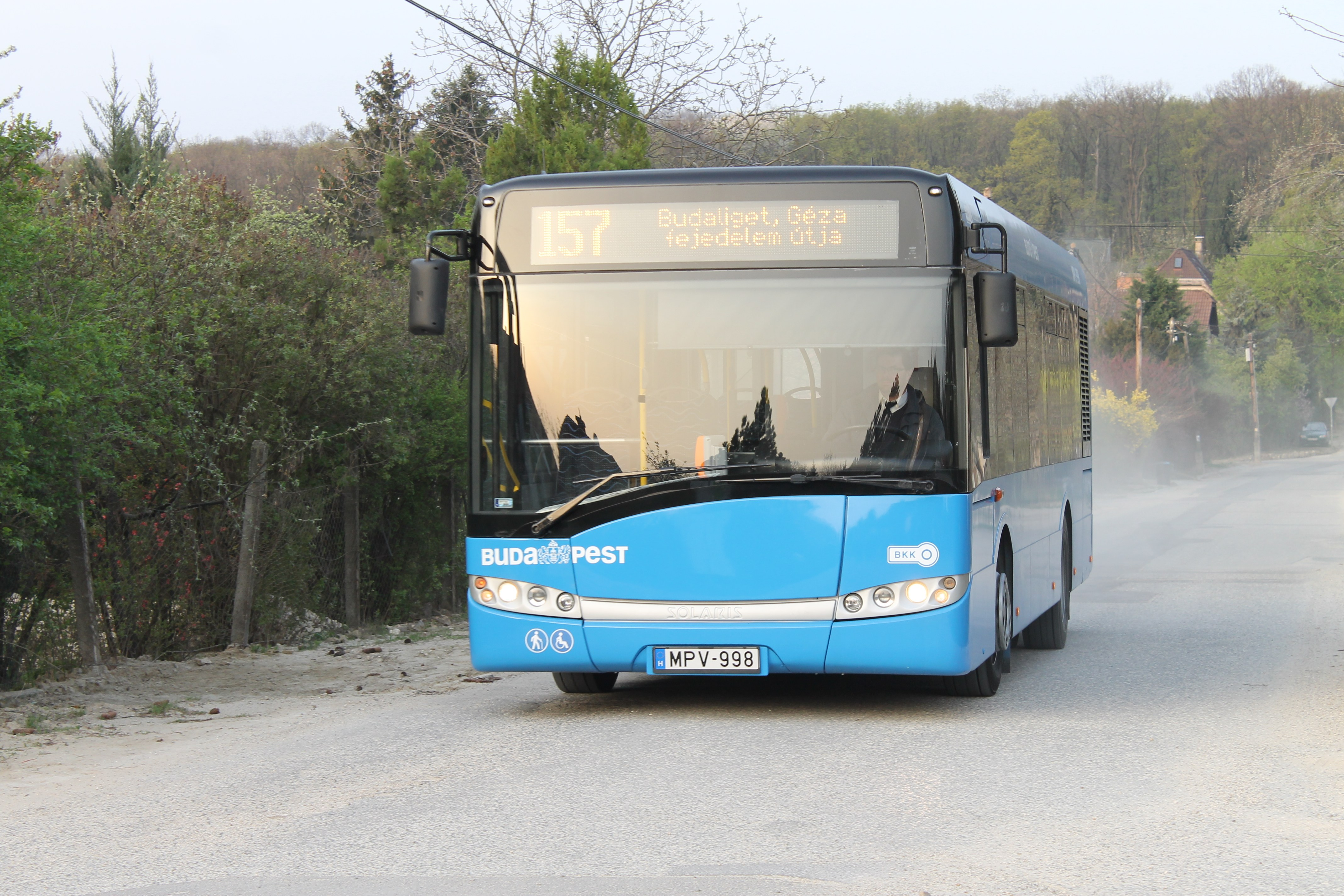
157-es busz Solymáron
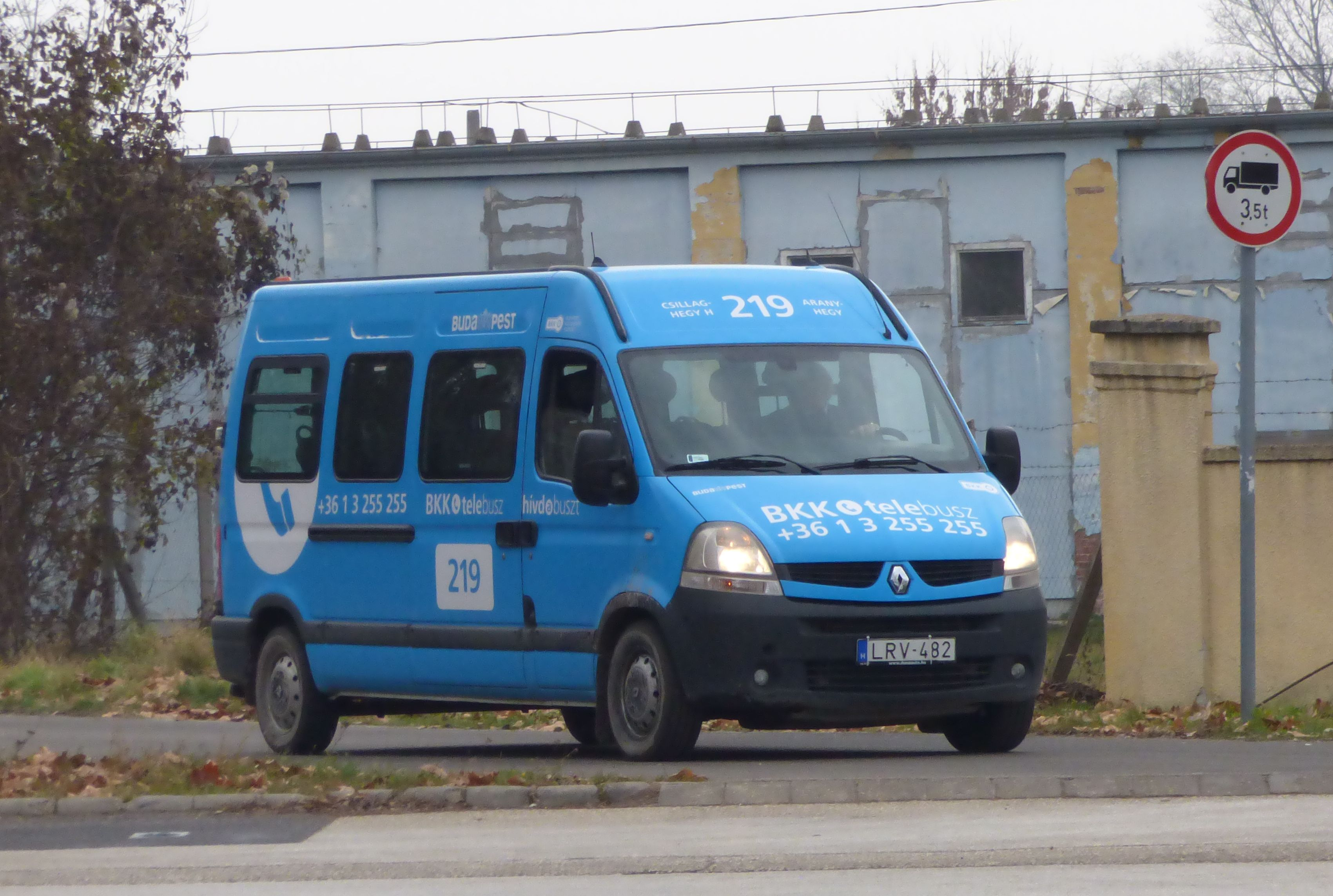
219-es busz Csillaghegyen
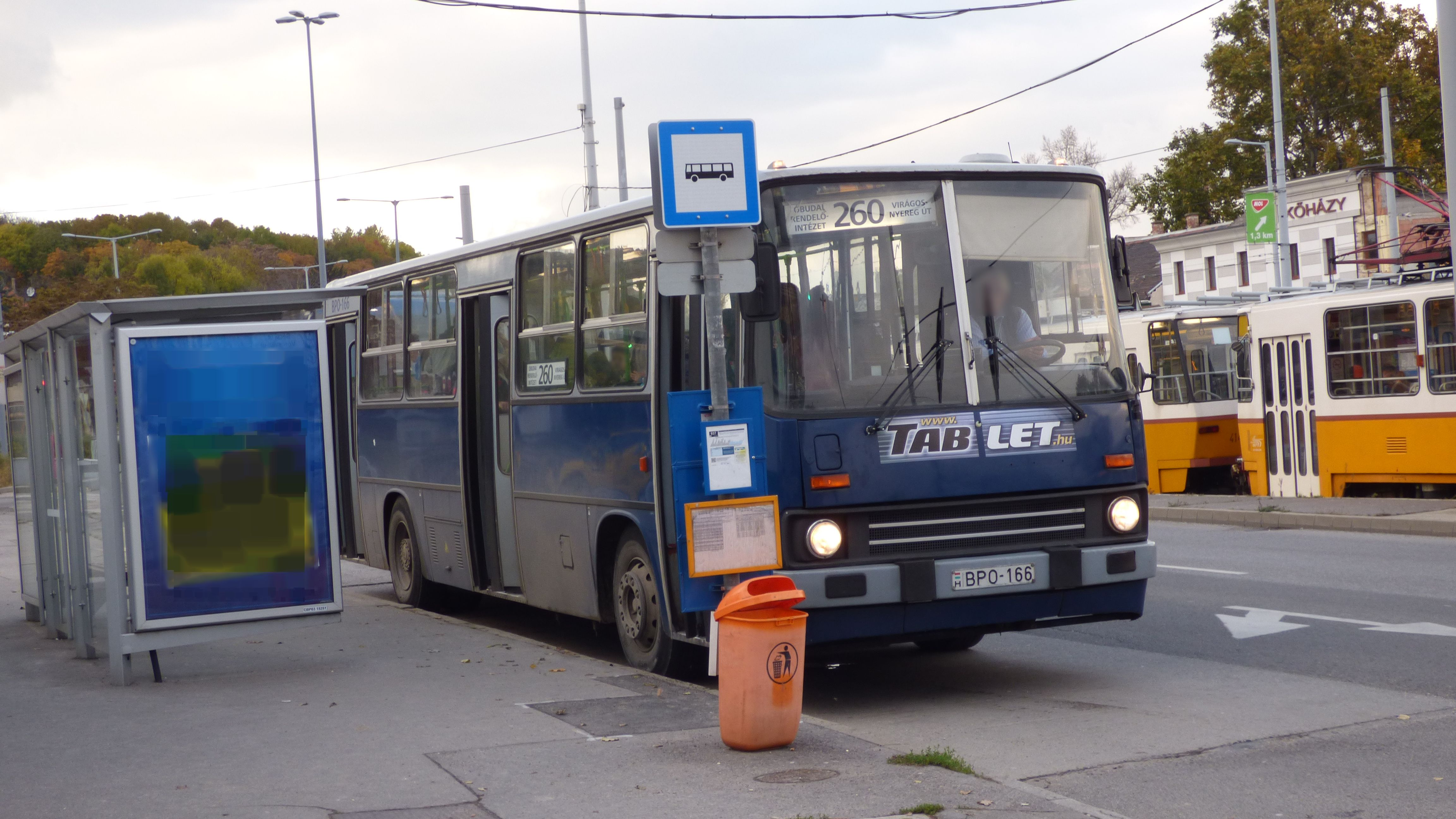
260-as busz a Bécsi út / Vörösvári útnál
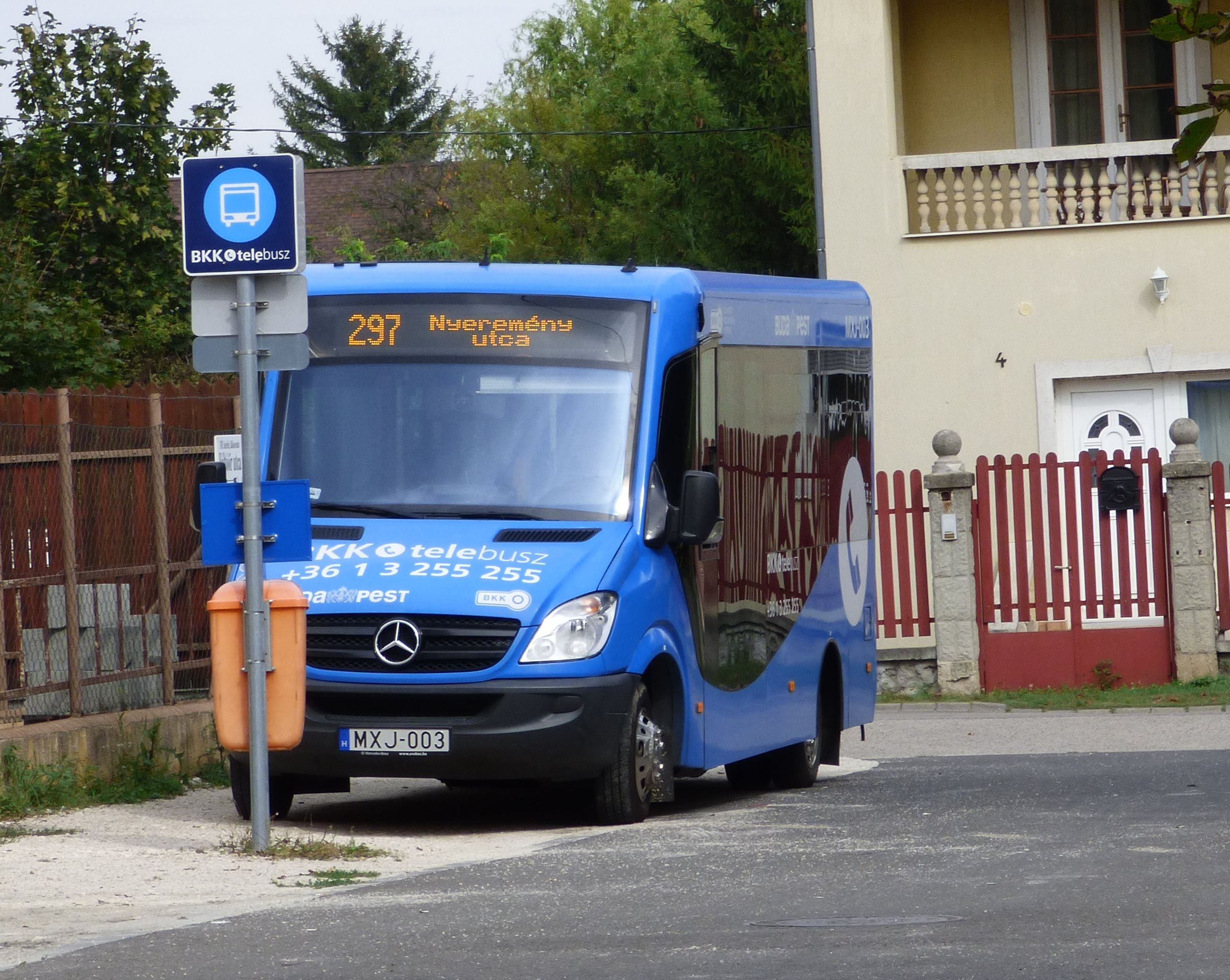
297-es busz Rákoscsaba-Újtelep vasútállomásnál
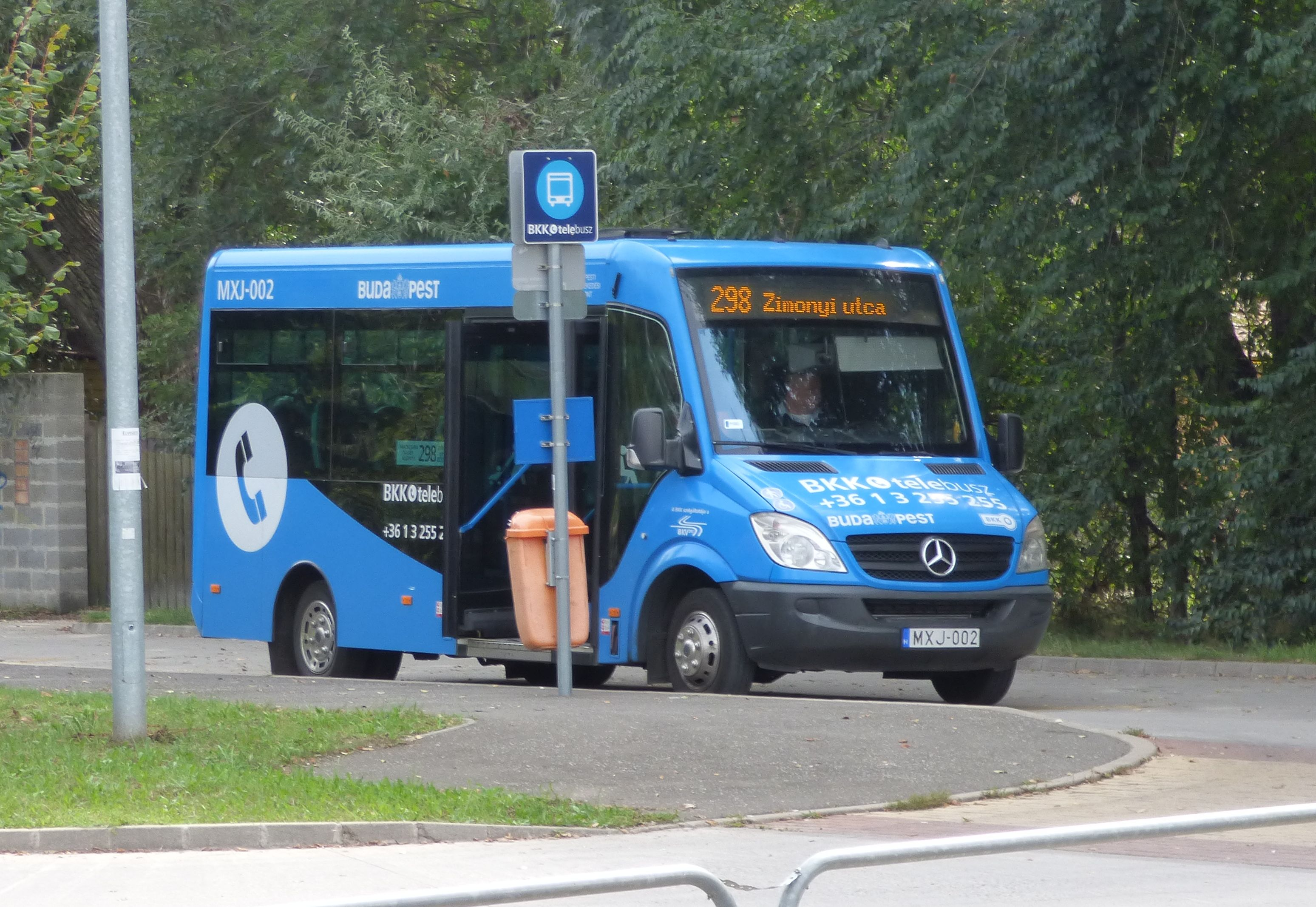
298-as busz Rákoscsaba vasútállomásnál